# Scopula recessata
Scopula recessata är en fjärilsart som beskrevs av Walker 1861. Scopula recessata ingår i släktet Scopula och familjen mätare. Inga underarter finns listade.